# ○○の父一覧 あ行
○○の父一覧 あ行（まるまるのちちいちらん あぎょう）は、ウィキペディア日本語版の記事「○○の父一覧」に存在する「〇〇の父」と比喩的に呼ばれている人物の内、あ行に分類される人物の一覧である。

## あ
- 相羽有 - 羽田の父[1]
- ルイ・アームストロング - ジャズの父[2][3]
- ハーリー・アール - father of the modern automobile industry（現代自動車産業の父）、father of automobile design（自動車デザインの父）[4][5]
- ドワイト・D・アイゼンハワー - 米国州間幹線道路網の父[6][7]
- アルベルト・アインシュタイン - 現代物理学の父[8][9]
- ウィレム・アイントホーフェン - 心電図の父[10][11]
- アウンサン - ビルマ建国の父[12][13][14]
- 赤木正雄（あかぎ・まさお） - 砂防の父[15][16]
- 赤松則良（あかまつ・のりよし） - 日本造船の父、造船学の父[17][18]
- 秋田実（あきた・みのる） - 上方漫才の父[19]
- 秋山英一（あきやま・えいいち） - 韓国流通業界の父[20][21]
- 秋山好古（あきやま・よしふる） - 日本騎兵の父[22][23]
- 阿久津哲造（あくつ・てつぞう） - 人工心臓の父[24][25]
- ゲオルク・アグリコラ - 鉱山学の父[26][27]
- ミカエル・アグリコラ - フィンランド語の書き言葉の父[28][29]
- 麻井宇介（あさい・うすけ） - 現代日本ワインの父[30][31]
- 浅井忠（あさい・ちゅう） - 日本近代洋画の父[32][33]
- 浅井哲彦（あさい・てつひこ） - 台湾空手道の父[34][35][36]
- 浅野七之助（あさの・しちのすけ） - ララ物資の父[37]
- 浅野総一郎（あさの・そういちろう） - 京浜工業地帯の父、臨海工業地帯開発の父[38][39][40][41]
- 浅野和三郎（あさの・わさぶろう） - 心霊主義運動の父[42]
- 浅羽靖（あさば・しずか） - 北海学園の父[43][44]
- 浅利崇（あさり・たかし） - 農業の父[45][46][47]
- ウジェーヌ・アジェ - 近代写真の父[48][49]
- ジョン・アダムズ - アメリカ合衆国建国の父、the father of the U.S. Navy（アメリカ海軍の父）[50][51][52]
- チヌア・アチェベ - アフリカ文学の父[53][54]
- 油屋熊八（あぶらや・くまはち） - 別府観光の父[55][56]
- 安部磯雄（あべ・いそお） - 学生野球の父、日本社会主義運動の父[57][58][59]
- ニコラ・アペール - 缶詰の父[60][61]
- 阿部正弘（あべ・まさひろ） - 開国の父[62][63]
- サイラス・アベリー - ルート66の父[64][65]
- アルバート・アモンズ（英語版） - ブギウギ・ピアノの父[66][67]
- ルネ＝ジュスト・アユイ - 結晶学の父[68][69]
- 新井耕吉郎（あらい・こうきちろう） - 台湾紅茶の父[70][71]
- ムハンマド・アリー - 近代エジプトの父[72][73]
- 有坂成章（ありさか・なりあきら） - 兵器の父[74][75]
- アリストテレス - 万学の父、生物学の父[76]
- レフ・アルツィモビッチ - the Father of the Tokamak（トカマク型の父）[77]
- ペッレグリーノ・アルトゥージ - イタリア料理の父[78][79][80]
- ロバート・アルトマン - インディペンデント映画の父[81][82]
- スヴァンテ・アレニウス - father of climate change（気候変動の父）[83][84]
- 粟津正蔵（あわづ・しょうぞう） - フランス柔道の父[85][86]
- エドワード・アングル（英語版） - 近代歯科矯正学の父、近代歯科矯正治療の父、the father of American orthodontics（アメリカ歯科矯正学の父）[87][88][89][90]
- アンセルムス - スコラ哲学の父[91][92]
- イゴール・アンゾフ - 戦略経営の父[93][94]
- 安藤博（あんどう・ひろし） - 放送の父[95]
- 安藤百福（あんどう・ももふく） - チキンラーメンの父、インスタントラーメンの父[96][97][98]
- ケネス・R・アンドルーズ - 企業戦略の父[99][100]
- ビームラーオ・アンベードカル - 不可触民の父、インド憲法の父[101][102][103][104][105]

## い
- 飯島魁（いいじま・いさお） - 水族館の父[106][107]
- ウィリアム・フェルプス・イーノ - 交通安全の父[108][109]
- 飯村丈三郎（いいむら・じょうざぶろう） - 茨城近代化の父[110][111]
- 飯盛里安（いいもり・さとやす） - 日本の放射化学の父[112][113]
- エリエゼル・ベン・イェフダー - ヘブライ語の父[114]
- 伊賀小四郎（いが・こしろう） - 香川県青年教育の父[115]
- 生田秀（いくた・ひいず） - 日本近代ビールの父[116]
- 池貝庄太郎（いけがい・しょうたろう） - 日本の工作機械の父[117]
- 池田敏雄（いけだ・としお） - 日本のコンピュータの父[118][119]
- 井坂直幹（いさか・なおもと） - 木都能代の父[120][121]
- 伊佐庭如矢（いさにわ・ゆきや） - 道後・松山観光の父[122]
- 石井十次（いしい・じゅうじ） - 児童福祉の父[123][124]
- 石井久（いしい・ひさし） - 立花証券の父[125][126][127]
- 石井亮一（いしい・りょういち） - 知的障害児教育の父[128][129]
- 石川倉次（いしかわ・くらじ） - 日本点字の父[130][131][132]
- 石河正竜（いしかわ・せいりゅう） - 近代紡績の父[133][134]
- 石川理紀之助（いしかわ・りきのすけ） - 秋田農業の父[135]
- 石坂荘作（いしざか・そうさく） - 台湾図書館の父[136][137]
- 石館守三（いしだて・もりぞう） - 日本のハンセン病化学療法の父[138][139]
- 石塚睦（いしつか・むつみ） - ペルー天文学の父[140][141]
- 石原円吉（いしはら・えんきち） - 伊勢志摩国立公園の父[142][143]
- 石原和三郎（いしはら・わさぶろう）童謡の父[144][145]
- 石原莞爾（いしわら・かんじ） - 東亜の父[146][147]
- 泉芳朗（いずみ・ほうろう） - 奄美復帰運動の父、日本復帰の父[148][149][150]
- 和泉要助（いずみ・ようすけ） - 人力車の父[151]
- 磯永吉（いそ・えいきち） - 蓬莱米の父、台湾蓬莱米の父[152][153]
- ミゲル・イダルゴ - メキシコ独立の父[154][155]
- 伊東玄朴（いとう・げんぼく） - 近代西洋医学の父[156][157]
- いとうせいこう - 日本語ラップの父[158][159]
- 伊藤大輔（いとう・だいすけ） - 時代劇の父[160][161]
- 伊東信雄（いとう・のぶお） - 東北の考古学の父[162][163]
- 伊藤博文（いとう・ひろぶみ） - 内閣の父、日本の憲法制定の父、議会政治の父、政党内閣の父、father of the meiji constitution（明治憲法の父）[164][165][166][167]
- 糸賀一雄（いとが・かずお） - 障害者福祉の父[168][169]
- 糸川英夫（いとかわ・ひでお） - 日本の宇宙開発の父、ロケット開発の父[170][171][172]
- ジョージ・イネス - father of American landscape painting（アメリカの風景画の父）[173][174][175]
- 井上馨 （いのうえ・かおる） - 近代日本の外交の父、外交の父[164][176]
- 井上省三（いのうえ・せいぞう） - 日本毛織物工業の父[177][178]
- 井上大佑（いのうえ・だいすけ） - カラオケの父[179][180]
- 井上勝（いのうえ・まさる） - 鉄道の父[164][181][182]
- 伊波普猷（いは・ふゆう） - 沖縄学の父[183]
- ヘンリック・イプセン - 近代劇の父[184][185]
- 今井篁山（いまい・こうざん） - 北海民謡の父[186][187]
- 今泉嘉一郎（いまいずみ・かいちろう） - 近代産業の父、日本の近代製鉄の父[188][189]
- 今里傳兵衛（いまざと・でんべえ） - 新井開削の父[190]
- 今竹七郎（いまたけ・しちろう） - 日本のモダンデザインの父、日本のモダニズムの父[191][192]
- 今村勤三（いまむら・きんぞう） - 奈良県の父、奈良県新聞業界の父[193][194]
- ケイス・スホウハメル・イミンク - Father of the CD（CDの父）[195]
- 岩井直溥（いわい・なおひろ） - 吹奏楽ポップスの父[196][197]
- 岩垣駛夫（いわがき・はやお） - 日本のブルーベリーの父[198][199]
- 岩切章太郎（いわきり・しょうたろう） - 宮崎観光の父[200][201]
- 岩崎瀧三（いわさき・たきぞう） - 食品サンプルの父[202][203]
- 岩波菊治（いわなみ・きくじ） - ブラジル短歌の父、ブラジル歌壇の父[204][205]
- ビル・インモン（英語版） - データウェアハウスの父[206][207]

## う
- ハリー・ヴァードン - 近代ゴルフの父[208]
- ジョルジョ・ヴァザーリ - 美術史の父[209][210]
- アリーナギー・ヴァジーリー（英語版） - 近代音楽の父[211]
- フェリクス・ヴァンケル - father of the rotary engine（ロータリーエンジンの父）[212][213]
- ノーバート・ウィーナー - サイバネティックスの父[214][215]
- ヴィットーリオ・エマヌエーレ2世 - 建国の父[216][217]
- ジョン・ウィリス - 近代速記の父[218][219]
- ウッドロウ・ウィルソン - 行政学の父[220][221]
- ホーレス・ウィルソン - 日本野球の父[222]
- ルドルフ・ルートヴィヒ・カール・ウィルヒョウ - 病理学の父、現代病理学の父、細胞病理学の父、近代医学の父[223][224][225][226][227][228][229]
- スティーブ・ウィン - ラスベガスの父[230][231]
- フリードリヒ・ヴェーラー - 有機化学の父[232][233]
- 植木秀幹（うえき・ほみき） - 朝鮮緑化の父[234]
- アンドレアス・ヴェサリウス - 近代解剖学の父[235][236]
- 植芝盛平（うえしば・もりへい） - 白滝開拓の父[237][238]
- 上島忠雄（うえしま・ただお） - 日本のコーヒーの父[239][240]
- ウォルター・ウェストン - 日本近代登山の父[241][242]
- 上塚周平（うえつか・しゅうへい） - ブラジル移民の父、移民の父[243][244][245]
- ジョサイア・ウェッジウッド - イギリス陶工の父[246][247]
- フィリップ・ヴェッドロ - マドリガーレの父[248][249]
- 上原勇作（うえはら・ゆうさく） - 日本工兵の父[250][251]
- 上野彦馬（うえの・ひこま） - 写真の父[151]
- 上野陽一（うえの・よういち） - 能率の父[252][253]
- ノア・ウェブスター - 合衆国の建国の父、アメリカの学問・教育の父[254][255][256][257]
- 植松伸夫（うえまつ・のぶお） - FF音楽の父[258][259]
- 上村雅之（うえむら・まさゆき） - ファミコンの父[260][261]
- ハーバード・ジョージ・ウェルズ - SFの父、the father of miniature wargaming（ミニチュアゲームの父）[262][263][264]
- ジュール・ヴェルヌ - SFの父、SF小説の父[265][266]
- マディ・ウォーターズ - シカゴ・ブルースの父、father of modern Chicago blues（現代シカゴ・ブルースの父）[267][268]
- アンディ・ウォーホル - ポップアートの父[269][270]
- アイザック・ウォッツ - イギリス讃美歌の父[271][272]
- シャルル・フレデリック・ウォルト - オートクチュールの父、現代ファッションの父[273][274][275]
- アルフレッド・ラッセル・ウォレス - 生物地理学の父[276][277]
- 禹長春（ウ・ジャンチュン） - 韓国農業の父[278][279]
- コンスタンチン・ウシンスキー - ロシア近代教育学の父、ロシア国民学校の父[280][281]
- 碓井稔（うすい・みのる） - プリンターの父[282]
- 内田善一郎（うちだ・ぜんいちろう） - カリフォルニア移民の父[283][284]
- 内田祥三（うちだ・よしかず） - 建築構造学の父[285][286]
- 宇都宮仙太郎（うつのみや・せんたろう） - 日本酪農の父、北海道酪農の父[287][288][289]
- 宇都宮義真（うつのみや・よしま） - 日本の光線療法の父[290][291]
- 于敏（ウ・ビン） - 中国の水爆の父[292][293]
- フェリックス・ウフェ＝ボワニ - コートジボワール建国の父[294][295]
- 梅謙次郎（うめ・けんじろう） - 民法の父、日本民法の父[296][297][298]
- 梅澤濱夫（うめざわ・はまお） - 抗生物質の父[299][300]
- ウォーリー・ウルスリアック - 日本カーリングの父[301][302]
- ヴィルヘルム・ヴント - 心理学の父、実験心理学の父[303][304]
- 海野十三（うんの・じゅうざ） - 日本SFの父、日本SF小説の父[305][306][307]

## え
- エウクレイデス - 幾何学の父[308][309]
- エーバーハルト2世 - 領邦ザルツブルクの父[310]
- ウィリアム・エグルストン - カラー写真の父、近代カラー写真の父[311][312]
- トーマス・エジソン - 映画の父[313][314]
- オーギュスト・エスコフィエ - 現代フランス料理の父[315][316]
- アルフレッド・エッシャー - スイス鉄道の父[317][318]
- ロバート・エッチンガー - the father of cryonics（人体冷凍保存の父）[319][320]
- アラン・エムタージ - the Father of the Search Engine（検索エンジンの父）[321][322]
- エライジャ・クレイグ - バーボンの父[323][324]
- ジョン・エレンビー - ノートパソコンの父[325][326]
- ベン・エンウォンウ（英語版） - ナイジェリア芸術のモダニズムの父、father of Nigerian Modernism（ナイジェリアのモダニズムの父）、the father of African Modernism （アフリカのモダニズムの父）[327] [328][329][330]
- クワメ・エンクルマ - ガーナ建国の父、アフリカ独立運動の父[331][332]
- ダグラス・エンゲルバート - マウスの父[333][334]
- 遠藤謹助（えんどう・きんすけ） - 造幣の父[335][336]
- 遠藤現夢（えんどう・げんむ） - 磐梯高原緑化の父[337][338]
- 遠藤董（えんどう・ただす） - 鳥取県教育の父[339][340]
- エンニウス - ラテン文学の父、ローマ文学の父[341][342]
- 袁隆平（エン・リュウヘイ） - ハイブリッド米の父[343][344]

## お
- ロバート・オウエン - イギリス社会主義の父[345]
- 大井上康（おおいのうえ・やすし） - 巨峰の父[346]
- 大木市蔵（おおき・いちぞう） - 日本のソーセージの父[347][348][349]
- 大島高任（おおしま・たかとう） - 近代製鉄の父[350][351]
- 大島正満（おおしま・まさみつ） - 台湾淡水魚の父[352][353]
- 大城孝蔵（おおしろ・こうぞう） - フィリピン移民の父[354][355]
- スティーブン・オースティン - テキサスの父[356][357]
- 太田恭三郎（おおた・きょうさぶろう） - ダバオ開拓の父[358][359]
- 大田耕士（おおた・こうし） - 版画教育の父[360]
- 大西瀧治郎（おおにし・たきじろう） - 特攻の父[361][362]
- 大野耐一（おおの・たいいち） - TPSの父、トヨタ生産方式の父[363][364][365]
- 大村西崖（おおむら・せいがい） - 東洋美術史の父[366]
- 大村益次郎（おおむら・ますじろう） - 近代日本兵制の父、日本陸軍の父[367][368][369]
- 岡倉天心（おかくら・てんしん） - 日本近代美術の父[370][371]
- 岡崎文吉（おかざき・ぶんきち） - 北海道治水の父、石狩川治水の父[372][373]
- 岡十郎（おか・じゅうろう） - 日本捕鯨の父、日本の近代捕鯨の父[374][375]
- 岡田武松（おかだ・たけまつ） - 日本気象学の父[376][377]
- 岡部平太（おかべ・へいた） - 近代スポーツの父[378][379]
- 岡村貢（おかむら・みつぎ） - 上越線の父[380][381]
- 岡本一平（おかもと・いっぺい） - 現代漫画の父[382][383]
- 岡本秀樹（おかもと・ひでき） - アラブ空手の父[384]
- 小川未明（おがわ・みめい） - 日本児童文学の父[385][386]
- 沖野忠雄（おきの・ただお） - 直轄事業の父、近代治水の父[387][388][389]
- 沖正弘（おき・まさひろ） - 日本のヨガの父[390][391]
- 荻原守衛（おぎわら・もりえ） - 日本近代彫刻の父[392][393]
- 奥村喜十郎（おくむら・きじゅうろう） - 大正金時の父[394]
- アレクセイ・オクラドニコフ - ロシア考古学の父[395]
- 小倉昌男（おぐら・まさお） - 宅急便の父[396][397]
- 小栗忠順（おぐり・ただまさ） - 明治の父[398][399]
- 小栗祐治（おぐり・ゆうじ） - 常呂カーリングの父 [400][401]
- デイヴィッド・オグルヴィ - 広告の父[402][403]
- 尾崎喜左雄（おざき・きさお） - 群馬県の古墳発掘の父[404]
- 小坂狷二（おさか・けんじ） - 日本エスペラント運動の父[405][406]
- 尾崎行雄（おざき・ゆきお） - 日本議会政治の父[407][408][409]
- 小山内薫（おさない・かおる） - 新劇の父[410][411]
- 大佛次郎（おさらぎ・じろう） - 日本のナショナルトラスト運動の父、ナショナル・トラストの父[412][413]
- ジョン・オサリヴァン - WiFiの父[414][415]
- レイ・オジー - Lotus Notesの父[416][417]
- 尾島博（おじま・ひろし） - 国産生ハムの父[418][419]
- ウイリアム・オスラー - 臨床医学の父[420][421]
- 織田幹雄（おだ・みきお） - 日本陸上の父[422][423]
- 落合信彦（おちあい・のぶひこ） - 国際ジャーナリストの父[424][425]
- シルヴェストーレ・オチャガビア - チリワインの父、チリのブドウ栽培の父、father of the modern Chilean wine industry（現代チリワイン産業の父）[426][427][428]
- ジャック・オッフェンバック - オペレッタの父[429][430]
- ロバート・オッペンハイマー - 原爆の父[431][432]
- フランク・オドール - 日本野球界の父[433]
- ユージン・オニール - アメリカ近代劇の父[434][435]
- 小野秀雄（おの・ひでお） - 日本新聞学の父[436]
- 小野正吉（おの・まさきち） - 日本のフランス料理の父[437][438]
- オラニエ公ウィレム1世（オラニエこうウィレムいっせい） - オランダ建国の父[439][440]
- フレデリック・ロー・オルムステッド - アメリカ造園界の父[441][442]